# Pilota (I segreti di Twin Peaks)
L'episodio pilota della serie televisiva thriller I segreti di Twin Peaks, noto anche come Passaggio a Nord-Ovest (Northwest Passage), è stato per la prima volta trasmesso sul network televisivo ABC domenica 8 aprile 1990. Scritto dai creatori della serie Mark Frost e David Lynch e diretto da Lynch, l’episodio pilota segue i personaggi di Dale Cooper e Harry S. Truman mentre indagano sulla morte della studentessa liceale Laura Palmer; Cooper crede che l'omicidio abbia legami con un caso di omicidio avvenuto un anno prima. Oltre a impostare il tono della serie, l'episodio presenta anche i diversi personaggi e la storia e segna la comparsa di diversi personaggi secondari. L'episodio ha ricevuto una forte valutazione Nielsen rispetto agli altri episodi di una prima stagione ed è stato ben accolto dalla critica e dai fan della serie. Il titolo originale della serie era Northwest Passage, ma è stato in seguito cambiato.

## Trama
Nell'apparentemente tranquilla cittadina di Twin Peaks, al confine con il Canada, una mattina viene rinvenuto nel lago il corpo senza vita della liceale Laura Palmer. Poco dopo viene trovata un'altra ragazza, Ronnette Pulaski, ancora viva ma in evidente stato di shock. L'agente speciale dell'FBI Dale Cooper viene inviato sul posto per indagare con l'aiuto dello sceriffo del luogo, Harry S. Truman. Cooper è convinto che chiunque abbia ucciso Laura sia anche responsabile dell'omicidio di un'altra ragazza, Teresa Banks, avvenuto un anno prima in una città vicina.
Una pista per risalire all'assassino sembra essere il medaglione a forma di cuore di Laura, metà del quale lei lo ha consegnato a James Hurley, suo amante segreto. Venuta a conoscenza che la polizia sta cercando il possessore del mezzo ciondolo perché lo sospetta dell'omicidio, Donna Hayward, la migliore amica di Laura, si vede di nascosto con James e lo informa dei fatti. Insieme decidono di nascondere il mezzo ciondolo nel bosco. Poco dopo i due sono fermati dalla polizia e James viene trattenuto in cella per essere poi interrogato il mattino seguente. Lo sceriffo consiglia all'agente Cooper di prenotare una stanza al Great Northern Hotel e poi si reca a casa di Josie Packard, della quale è innamorato.

## Produzione

### Concezione e scrittura
David Lynch e Mark Frost hanno lanciato l'idea all'ABC durante il periodo dello sciopero del 1988 del Writers Guild of America dell'Est (sciopero che ebbe inizio il 6 marzo e si concluse l'8 agosto 1988) in un incontro di dieci minuti con Chad Hoffman, il drammaturgo della rete, con nient'altro che questa immagine e un concetto. Secondo il regista, il mistero di chi ha ucciso Laura Palmer inizialmente sarebbe stato in primo piano, ma si sarebbe ritirato gradualmente man mano che gli spettatori cominciassero a conoscere gli altri cittadini ed i loro problemi. Lynch e Frost volevano mescolare un'indagine della polizia con una soap opera.
Alla ABC è piaciuta l'idea, e ha chiesto a Lynch e Frost di scrivere una sceneggiatura per l'episodio pilota. Frost ha scritto i dialoghi per più personaggi, come Benjamin Horne, mentre Lynch era responsabile dell'agente Dale Cooper. Secondo il regista, "Dice molte delle cose che dico". Originariamente, il film era intitolato Northwest Passage ed ambientato nel Nord Dakota, ma il fatto che esistesse una città chiamata Northwest Passage richiese una revisione della sceneggiatura. Hanno filmato il pilota con $1,8 milioni con un accordo con ABC che avrebbero girato un ulteriore "finale" in modo che potesse essere venduto direttamente in Europa se la serie televisiva non fosse stata ripresa. Tuttavia, anche se Bob Iger della ABC amava il pilot, ha avuto difficoltà a persuadere il resto della rete a trasmetterlo. Iger ha suggerito di mostrarlo a un gruppo più vario e più giovane, a cui è piaciuto, e il produttore esecutivo successivamente ha convinto l'ABC a comprare sette episodi a $1,1 milioni l'uno. Alcuni dirigenti hanno pensato che la serie non sarebbe mai stata trasmessa, credendo che avrebbe ricevuto recensioni negative da spettatori e critici. Tuttavia, Iger pianificò di programmarlo per la primavera. Lo scontro finale è avvenuto durante una conferenza tra Iger ed una stanza piena di dirigenti di New York; Iger vinse e Twin Peaks andò in onda.

### Elementi improvvisati
In diversi punti durante le riprese dell'episodio pilota, David Lynch improvvisò mettendo gli incidenti sul set nella storia.
Durante le riprese della scena in cui Dale Cooper esamina per la prima volta il corpo di Laura, una lampada fluorescente malfunzionante sopra il tavolo tremola costantemente, ma Lynch decise di non sostituirla, poiché gli era piaciuto l'effetto sconcertante che aveva creato. Inoltre, durante la ripresa, uno degli attori secondari sentì male una battuta e, pensando di aver sentito dire il suo nome, disse a Cooper il suo vero nome invece di dire la sua battuta, facendo fermare tutti. Lynch fu contento del momento realistico e non scritto del dialogo e mantenne l'errore nel progetto finito.

## Anteprime
Il pilot è stato presentato per la prima volta nel settembre 1989 al Telluride Film Festival. Lo stesso mese, la rivista Connoisseur ha pubblicato una cover story intitolata "Twin Peaks: la serie che cambierà per sempre la TV". Dopo aver visto l'episodio, Tom Shales del Washington Post ha scritto "Twin Peaks non è solo una visita in un’altra città, è una visita in un altro pianeta. Forse passerà alla storia come un esperimento breve e coraggioso. Ma come si può dire di pochi altri programmi televisivi nel vicino o immediato futuro, devi assolutamente vederlo".

## Montaggio alternativo: il film
La ABC aveva già trasmesso oltre 8 ore della serie televisiva I segreti di Twin Peaks quando Lynch decise di condensare tutte le ore fin lì trasmesse in un film autoconclusivo della durata di 112 minuti. Prese quindi l'episodio pilota della serie ed aggiunse nel finale alcune nuove scene, rendendolo così un film vero e proprio.
Viene erroneamente considerato la versione europea dell'episodio pilota della serie ed in Italia, alcune volte, è stato proprio trasmesso come l'episodio pilota della serie televisiva. Il film uscì anche in America direttamente in videocassetta e non venne affatto realizzato prima della creazione della serie come alcuni credono o come talvolta viene riportato sul web . Nei cofanetti italiani viene indicato come versione internazionale del pilota.